# عملية الوثب الطويل

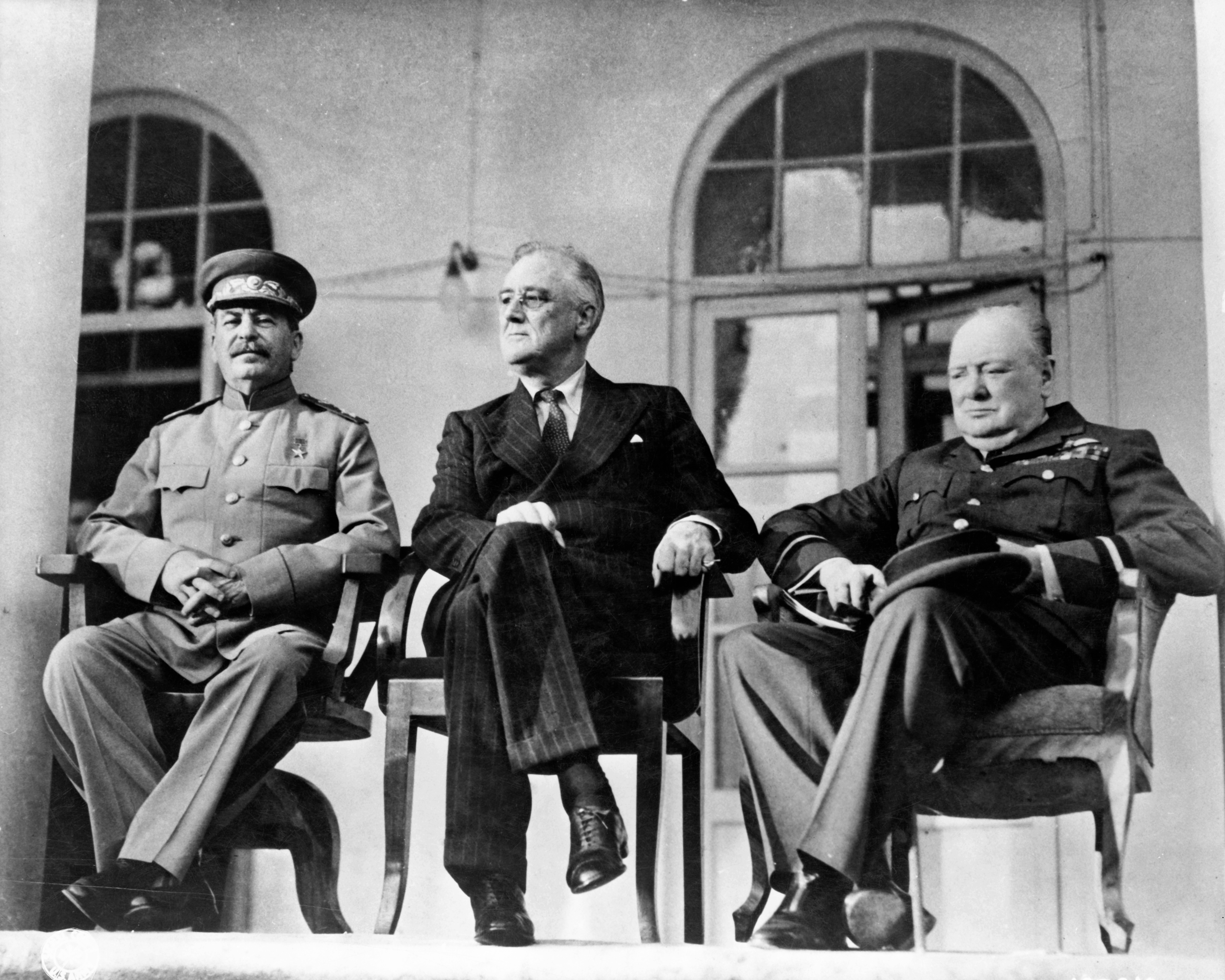

عملية الوثب الطويل (بالألمانية: Unternehmen Weitsprung)‏ كانت خطة ألمانية مزعومة لاغتيال جوزيف ستالين، وونستون تشرشل، وفرانكلين روزفلت، قادة الحلفاء «الكبار الثلاثة» في مؤتمر طهران عام 1943 خلال الحرب العالمية الثانية. كان من المقرر أن يقود العملية في إيران أوبرستورمبانفورر أوتو سكورزيني من فافن إس إس. كشفت مجموعة من عملاء الاتحاد السوفيتي بقيادة الجاسوس السوفيتي جيفورك فارتانيان عن المؤامرة قبل بدايتها ولم يتم إطلاق المهمة أبدًا. لقد أشاع الإعلام الروسي خطة الاغتيال وتعطيلها من خلال إظهارها في الأفلام والروايات.

## التخطيط
وفقًا لمصادر سوفيتية، اكتشفت المخابرات العسكرية الألمانية، بعد كسر رمز البحرية الأمريكية، أن مؤتمرًا كبيرًا سيعقد في طهران في منتصف أكتوبر 1943. بناءً على هذه المعلومات، وافق أدولف هتلر على مخطط لقتل قادة الحلفاء الثلاثة. تم تمرير السيطرة التشغيلية إلى إرنست كالتينبرونر، رئيس مكتب الأمن الرئيسي للرايخ، الذي اختار سكورزيني لرئاسة البعثة. كما تم إدخال العميل الألماني إليسا بازنا (الذي حمل الاسم الرمزي «سيسيرو») بأنقرة في تركيا، في العملية.

## مكافحة التجسس
زعمت المفوضية الشعبية للشؤون الداخلية، ومع السرية الألمانية، أنها كشفت عن المؤامرة بسرعة بعد تلميح من العميل السوفيتي نيكولاي كوزنتسوف، الذي تظاهر بأنه بول سيبرت، وهو ملازم أول في الفيرماخت من أوكرانيا المحتلة من قبل النازيين. لقد حصل على المعلومات من قائد وحدة الاعتداء المسمى فون أوتيل، والذي كان معروفًا أنه يصبح «ثرثارًا» عند الشرب. ومع ذلك، تشير مصادر أخرى إلى أن هانز أولريش فون أورتيل لم يكن موجودًا على الإطلاق، وكان شخصًا خياليًا من تأليف الروس.
حصل السوفييت على مزيد من المعلومات من الجاسوس السوفيتي البالغ من العمر 19 عامًا جيفورك فارتانيان، الذي حدّد فريقه المكون من سبعة ضباط استخبارات في العامين 1940 و1941 أكثر من 400 عميل نازي، تم القبض عليهم جميعًا من قبل القوات السوفيتية. وفي عام 1943، وضمن إطار جهودهم لإحباط مؤامرة الاغتيال التي وضعها النازيون، حددت مجموعة فارتانيان مجموعة متقدمة من ستة مشغلات راديو ألمانية سقطت بالمظلة بالقرب من قم، 60 كيلومتر (37 ميل) من طهران. لقد قام العملاء السوفييت بمحاكاة الجواسيس الألمان في العاصمة الإيرانية، حيث أقامتهم شبكة أبفير الموجودة في فيلا. من هذا الموقع، أرسل المراقبون الألمان تقارير استخبارية إلى برلين. مع ذلك، ومن دون أن يعرفوا، تم اعتراض وتسجيل وفك تشفير جميع عمليات الإرسال الخاصة بهم من قبل عملاء المفوضية الشعبية للشؤون الداخلية. كشف فك التشفير أنه سيتم إسقاط مجموعة أخرى من النشطاء، بقيادة سكورزيني، إلى إيران في محاولة اغتيال فعلية في منتصف أكتوبر. زعمت المفوضية الشعبية للشؤون الداخلية أن هذا دعم المعلومات الاستخباراتية الموجودة حول تورط قائد أس أس لأن مجموعة فارتانيان كانت قد اخفت سكورزيني بالفعل خلال مهمته الاستطلاعية إلى طهران.

أخبر فارتانيان لاحقًا التفاصيل التالية، 
 تبعناهم إلى طهران، حيث أَعدت المحطة الميدانية النازية فيلا لإقامتهم. كانوا يسافرون على ظهر الجمال ومحملين بالأسلحة. بينما كنا نشاهد المجموعة، تأكدنا من أنهم اتصلوا ببرلين عبر الراديو، وسجلوا اتصالاتهم... عندما قمنا بفك تشفير هذه الرسائل الإذاعية، علمنا أن الألمان كانوا يستعدون للهبوط بمجموعة أخرى من المخربين لعمل إرهابي - اغتيال أو اختطاف «الثلاثة الكبار». كان من المفترض أن يقود المجموعة الثانية سكورزيني نفسه. 
 تم القبض على جميع أعضاء المجموعة الأولى وأجبروا على الاتصال مع معالجيهم تحت الإشراف السوفيتي. خرجت العملية عن مسارها ولم تذهب المجموعة الرئيسية بقيادة سكورزيني إلى طهران. وهكذا فإن نجاح مجموعة فارتانيان في تحديد موقع الحزب النازي المتقدم حال دون المحاولة النازية لاغتيال «الثلاثة الكبار».

## الإلغاء
وفقًا للمفوضية الشعبية للشؤون الداخلية، مع اقتراب شهر أكتوبر تم إحباط المهمة؛ يُقال إن برلين تلقت رمزًا سريًا من طهران يشير إلى أن عملائها اكتشفوا أنهم تحت المراقبة.
في عام 1984، تم تكريم فارتانيان لدوره في الكشف عن عملية الوثب الطويل. حصل على ميدالية النجمة الذهبية لبطل الاتحاد السوفيتي لخدمته في الحرب العالمية الثانية والحرب الباردة. وفي عام 2007 التقى بحفيدة ونستون تشرشل وتلقى التهنئة على خدمته الرائعة للحلفاء. وفي عام 2003، بالاعتماد على وثائق رفعت عنها السرية، نشر يوري لفوفيتش كوزنتس كتابًا بعنوان طهران 43 أو عملية الوثب الطويل، والذي شرح دور فارتانيان في مؤتمر طهران. هناك فيلم سوفيتي يسمى Tegeran-43 ظهر فيه ألان ديلون، وصدر في عام 1981.

## الشك الغربي
عندما أبلغ ستالين تشرشل وروزفلت بالخطة، شكك بعض الأعضاء داخل الوفدين الأمريكي والبريطاني في وجود مؤامرة لأن جميع الأدلة على وجودها قدمتها المخابرات السوفيتية. في بريطانيا، خلصت لجنة الاستخبارات المشتركة التابعة لمجلس الوزراء الحربي، التي نظرت في الأمر بعد ذلك في لندن، إلى أن ما يسمى بالمؤامرة النازية ضد الثلاثة الكبار كانت «هراءً كاملًا».
كانت هناك نقاشات حول صحة القصة. طرح المشككون عددًا من الحجج في هذا الصدد. أولًا، تم تدمير شبكة التجسس الألمانية في إيران في منتصف عام 1943، قبل أن يتم اختيار طهران كمكان للقاء. ثانيًا، قام أكثر من 3000 من قوات أمن المفوضية الشعبية للشؤون الداخلية بحراسة المدينة طوال مدة المؤتمر دون وقوع حوادث. ثالثًا، سافر كل من روزفلت وتشرشل سيرًا على الأقدام أو بسيارة جيب مفتوحة طوال فترة إقامتهم التي استمرت أربعة أيام في طهران.
نفى أوتو سكورزيني القصة بعد الحرب. وفي مذكراته، أشار إلى لقاء مع هتلر وشوتزشتافل - بريغيجاديه فوهرر والتر شلينبرج، من فرع المخابرات الأجنبية في الشرطة الأمنية الألمانية، عندما ناقشوا جدوى اغتيال تشرشل. ومع ذلك، قال سكورزيني إنه أخبر الفوهرر أن الفكرة غير عملية وأن هتلر وافق على تقييمه. كتب سكورزيني، «لم تكن عملية الوثب الطويل موجودةً حقًا إلا في خيال مجموعة من المتسللين المحبين للحقيقة [...]». كما انتقد المصادر السوفيتية لإشارتها باستمرار إلى شتورمبانفهرر بول فون أورتل، الذي قال سكورزيني إنه لم يكن موجودًا على الإطلاق.

## التأريخ
في روسيا، لا تزال القصة موضع اهتمام كبير. في عام 2003، عقد الكاتب الروسي يوري كوسنيز مؤتمرًا صحفيًا في وزارة الاستخبارات الخارجية في موسكو للترويج لكتابه Tehran-43. في عام 2007، روجت شركة تلفزيونية روسية لفيلم وثائقي بعنوان الأسد والدب الذي وثق الوثب الطويل وكان من المقرر أن تقدمه سيليا سانديز حفيدة تشرشل.
تحدث بافيل سودوبلاتوف في مذكراته عن تفاصيل كيفية تجنيد كوزنتسوف للضابط الألماني أوستر. وبحسب سودوبلاتوف، فإن تدريب المخربين الألمان كان يتم في سفوح جبال الكاربات، حيث كانت تعمل المجموعة التي يقودها ضابط المخابرات كوزنتسوف، الذي تنكر في زي ملازم فيرماخت. عرض أوستر، الذي يدين لكونيتسوف ببعض المال، سداد الدين بالسجاد الفارسي بعد رحلته إلى طهران، مما يشير إلى أن المؤامرة حول محاولة الاغتيال خلال مؤتمر طهران كانت ممكنة تمامًا.
كتب الصحفي الفرنسي لاسلو هافاس كتابًا عن عملية الوثب الطويل بعد الحرب وأكد أن المخابرات السوفيتية عطلت المؤامرة الألمانية.
صرح البروفيسور ميرون ريزون، عالم السياسة من جامعة نيو برونزويك، أن عملية الوثب الطويل لم تكن من عمل حملة تضليل سوفييتية لأن الكوماندوز الألمان نفذوا غارات جريئة أخرى. كما أشار إلى أن روزفلت سجل أن ستالين نفسه أبلغ بالمؤامرة. تذكر مذكرات ألكسندر كادوجان، الدبلوماسي البريطاني، أنه تلقى معلومات من الروس حول خطة لقتل الثلاثة الكبار. يقول ريزون إن بعض الباحثين والصحفيين في ألمانيا ينفون وجود العملية المخطط لها ويتهمون لاسلو هافاس بالاعتقاد بوجود تضليل سوفيتي.
على سبيل المثال، كتب هاينز هون، المؤرخ الشهير والمتخصص في تاريخ الرايخ الثالث (بالإضافة إلى كتابته سيرة كاملة لفيلهلم كاناريس، رئيس أبفير)، في مقال في دير شبيغل أن مثل هذه المؤامرة الألمانية غير موجودة على الإطلاق، لكن ريزون يشير إلى أن هون حذف من المقال حقيقة أن كاناريس قد زار طهران عشية الهجوم الألماني على الاتحاد السوفيتي.
كتب المؤرخ العسكري البريطاني نايجل ويست عن المؤامرة في كتاب القاموس التاريخي لمخابرات الحرب العالمية الثانية. لقد ذكر أنه وبعد إلقاء القبض في أغسطس 1943 على فرانز ماير، وهو ألماني مقيم في إيران، لم يتبق سوى بقايا شبكة تجسس ألمانية. وبين 22 و27 نوفمبر، تم إسقاط ست مجموعات من المظليين تحت قيادة رودولف فون هولتن-بفلوج بالقرب من قم وثماني مجموعات أخرى، كانوا 60 شخصًا تحت قيادة فلاديمير شكفاريف، بالقرب من قزوين. قامت المفوضية الشعبية للشؤون الداخلية بسرعة باعتقال الفرق التي يقودها شكفاريف. كان هناك وحدات أخرى يقودها عملاء SD، لوثار شولهورن ووينيفريد أوبرج، لكنهم لم يشكوا في أن السوفييت يعرفونهم بسبب ماير. عرض ستالين السماح لروزفلت وتشرشل بالبقاء في السفارة السوفيتية خلال المؤتمر. ومع ذلك، أصر روزفلت على البقاء في السفارة الأمريكية في الجانب الآخر من المدينة، لكن الكمين المخطط له على الثلاثة الكبار تعطل لأن البريطانيين اعتقلوا هولتن-بفلوج ومجموعته في ليلة 31 نوفمبر. وفي 2 ديسمبر، تم القبض على ستة عملاء ألمان آخرين خانهم العميل المزدوج إرنست ميرسر.
في كتابه المفصل التجسس والاستخبارات المضادة في بلاد فارس المحتلة (إيران)، استعرض مؤرخ المخابرات الأنجلو-كندي أدريان أوسوليفان بدقة المصادر الأولية والأدبيات الثانوية حول عملية الوثب الطويل ووضع المؤامرة المزعومة في سياق العمليات الأمنية للحلفاء. وفي وقت قريب من مؤتمر طهران، زعم أوسوليفان أنه كشف زيف استمرار الأسطورة في السنوات الأخيرة من قبل المخابرات السوفيتية وأجهزة المخابرات في عهد بوتين.
تقدم رواية Stormtroop Edelweiss - وادي القتلة للكاتب تشارلز ويتينغ (الذي كتب باسم ليو كيسلر) نسخة خيالية للغاية من عملية الوثب الطويل، حيث اُستبدل سكورزيني وحزبه بوحدة من نخبة القوات الجبلية الألمانية.